# Conocardium
Conocardium is een geslacht van uitgestorven tweekleppigen, dat leefde van het Ordovicium tot het Perm.

## Beschrijving
Deze tweekleppige had een duidelijke spits en een lange, rechte slotrand. De ongelijke, driehoekige kleppen bevatten vaak concentrische groeistrepen en waren bezet met krachtige, radiale ribben. De voorkant van de schelp was kort, terwijl de achterzijde schuin aflopend was. De lengte van de schelp bedroeg circa 2,5 tot vijf centimeter.

## Soorten
- C. abscissum † Fletcher 1943
- C. acadianum † Dawson 1891
- C. aliforme † Sowerby 1815
- C. altum † Keyes 1888
- C. aquisgranense † Beushausen 1895
- C. armatum † Phillips 1836
- C. cresswelli † Talent & Philip 1956
- C. decussatum † Etheridge jr. 1873
- C. digitatum † Branson 1942
- C. elongatum † Sowerby 1815
- C. eximum † de Koninck 1885
- C. formosum † Hoare 2002
- C. frater † Whidborne 1896
- C. fusiforme † M'Coy 1844

- C. gympiense † Fletcher 1943
- C. hainense † Maurer 1885
- C. immatura † Billings 1865
- C. incarceratum † Clarke 1907
- C. inceptum † Hall 1860
- C. inflatum † M'Coy 1844
- C. laseroni † Fletcher 1943
- C. longipennis † Brown 1843
- C. lyelli † d'Archiac & de Verneuil 1842
- C. nexile † Branson 1942
- C. philipsii † d'Orbigny 1850
- C. plinthinatus † Branson 1942
- C. prunum † Barrande 1881

- C. pseudobellum † Pojeta & Runnegar 1976
- C. regulare † de Koninck 1885
- C. renardi † de Koninck 1885
- C. retusum † Maurer 1885
- C. securiforme † Roemer 1855
- C. sowerbyi † de Koninck 1876
- C. spinalatum † Rowley 1900
- C. tripartitum † Branson 1942
- C. truncata † Pohl 1929
- C. truncatum † Fletcher 1943
- C. uralicum † Verneuil 1845
- C. ventriculosum † Branson 1942
- C. villmarense † d'Archiac & de Verneuil 1842